# اتساخ

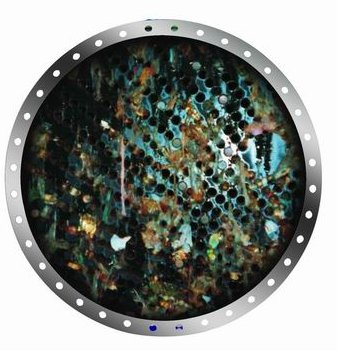
اتساخ متراكم على مبادل حراري.

الاتساخ  في سياق الصناعات النفطية وإنتاج الطاقة هو تراكم مواد غير مرغوبة على السطوح الصلبة، وعادة ما تتكون هذه المواد الموسخّة (الأوساخ) من تجمع للكائنات الحية (حشف حيوي من مواد عضوية حية) أو من مواد غير حية لاعضوية. يكثر الاتساخ الحيوي على السطوح في البيئات الملائمة لنمو الكائنات الحية، وخاصة غي مناطق ارتفاع الرطوبة.
يؤدي الاتساخ إلى إعاقة العمليات الصناعية مثل انسطام وانسداد أنابيب نقل المواد؛ كما يساهم الاتساخ المتراكم على الأغشية، مثل أغشية المبادلات الحرارية، في انسداد المسامات مما يؤدي إلى هدر الطاقة.